# Abraxas memorabilis
Abraxas memorabilis là một loài bướm đêm trong họ Geometridae.